# Hauptstrasse 132
Die Hauptstrasse 132 (französisch Route principale 132) ist eine Schweizer Hauptstrasse im Bezirk Jura-Nord vaudois im Kanton Waadt. Sie zweigt im Juragebirge bei der Ortschaft Le Creux nahe an der Landesgrenze zu Frankreich von der Hauptstrasse 9 ab und führt an den Jurasüdfuss in die Orbeebene und erreicht östlich von Chavornay die Autobahn A1.
Die Route entspricht im System der Waadtländer Kantonsstrassen den Strassennummern 252 (Orbe-Ballaigues) und 293 (Orbe-Chavornay).

## Verlauf
Die Hauptstrasse 132 dient als direkte Verbindung von der Zollstation bei Le Creux, die auf der Höhe von 810 m ü. M. fünf Kilometer südlich des Jougnepasses liegt, in die Orbeebene hinunter und in das Schweizer Mittelland. Die Route durch das Juragebirge hatte seit der Antike eine überregionale Bedeutung. Westlich von Ballaigues ist oberhalb der Hauptstrasse ein Stück eines sehr alten Karrenweges mit in den Kalkfelsen eingehauenen Gleisen zu sehen. Über den alten Weg führt an dieser Stelle ein Abschnitt des historischen Pilgerweges Via Francigena.
Der Strasse 132 folgt mehr oder weniger nah der nördlichste Abschnitt der Schweizer Autobahn A9, die auch einen Teil der Europastrasse 23 bildet. Bei Ballaigues mündet die Autobahn sogar in die Hauptstrasse 132 ein, die den Verkehrsweg 1,5 Kilometer weit bis nach Le Creux weiterführt.
Die Hauptstrasse durchquert auf der linken Seite der tiefen Orbeschlucht die Dörfer Ballaigues, Lignerolle und Montcherand und dann die Stadt Orbe, überquert danach auf der Höhe von 440 m ü. M. die drei Kilometer breite Orbeebene und steigt östlich von Chavornay zur Autobahnauffahrt, die auf der Höhe von 478 m ü. M. liegt. Demgegenüber führt die Hauptstrasse 9 von Le Creux durch Vallorbe, folgt dann auf der rechten Seite der Orbeschlucht, erreicht bei Romainmôtier den Jurafuss und verläuft weiter nach Lausanne.
Zwischen Lignerolle und Montcherand passiert die Strasse das grosse Naturwaldreservat Réserve forestière mixte des Gorges de l'Orbe.
In der Orbeebene überquert die Hauptstrasse 132 die Flüsse Nozon und Talent und danach den Canal Oriental, der auf die künstliche Wasserstrasse Canal d’Entreroches zurückgeht.

## Öffentlicher Verkehr
Auf Teilstrecken der Hauptstrasse 132 verkehren Fahrzeuge von Postauto-Linien der Region Yverdon-les-Bains/Orbe.
Zwischen Chavornay und Orbe folgen die Gleise der Bahnstrecke Orbe–Chavornay von Travys der Hauptstrasse.

## Bilder

Historischer Karrenweg bei Ballaigues
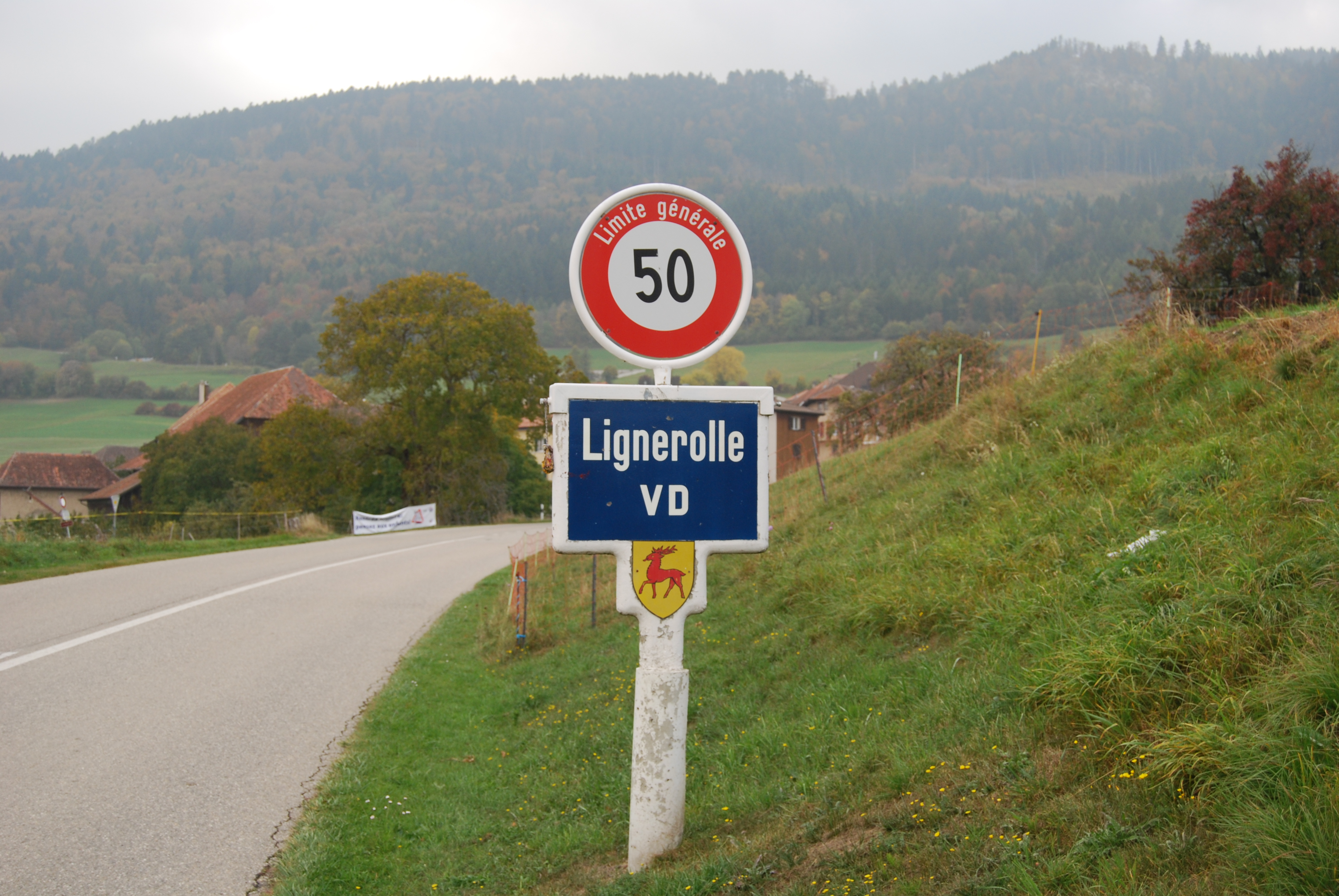
Lignerolle
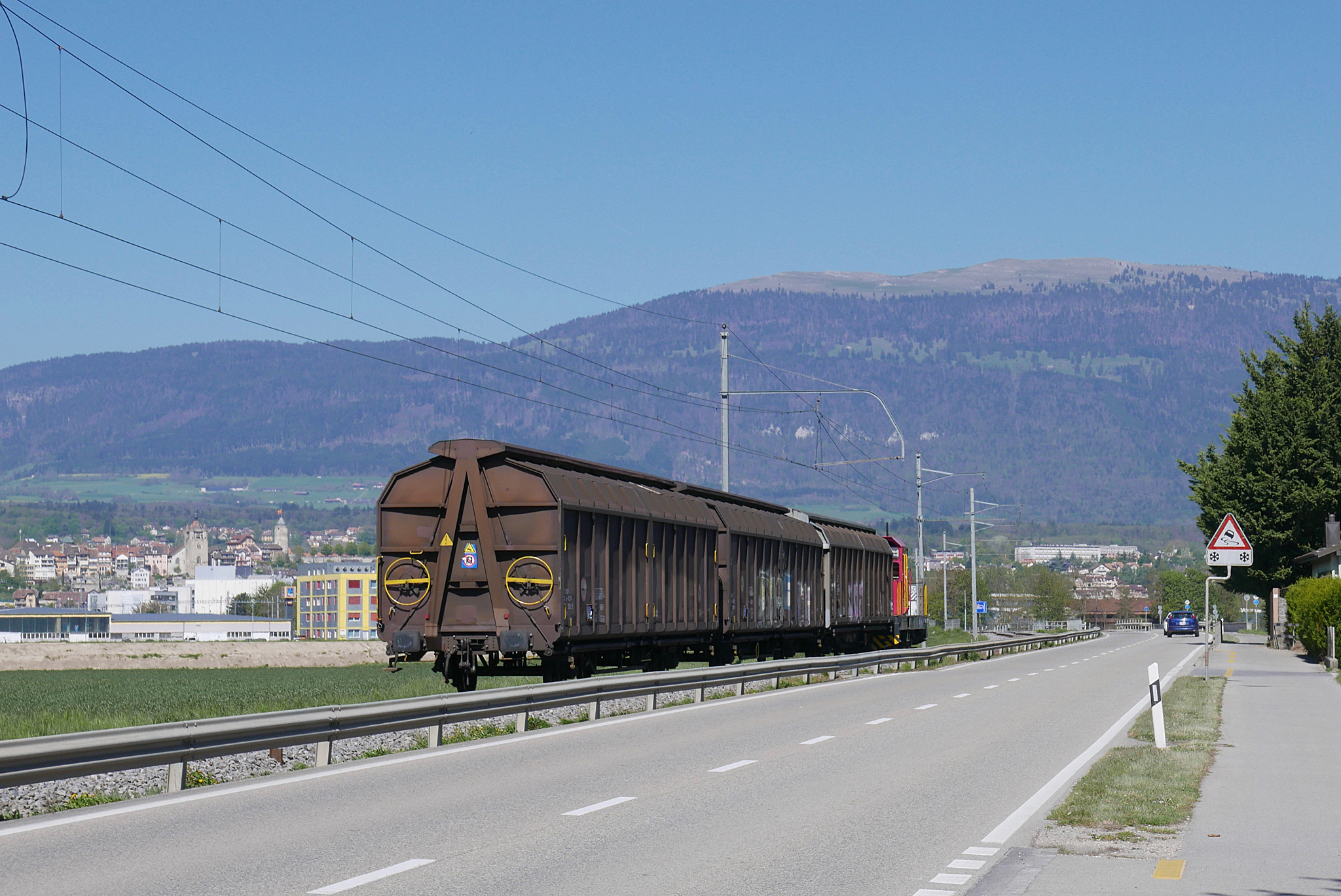
Zwischen Chavornay und Orbe
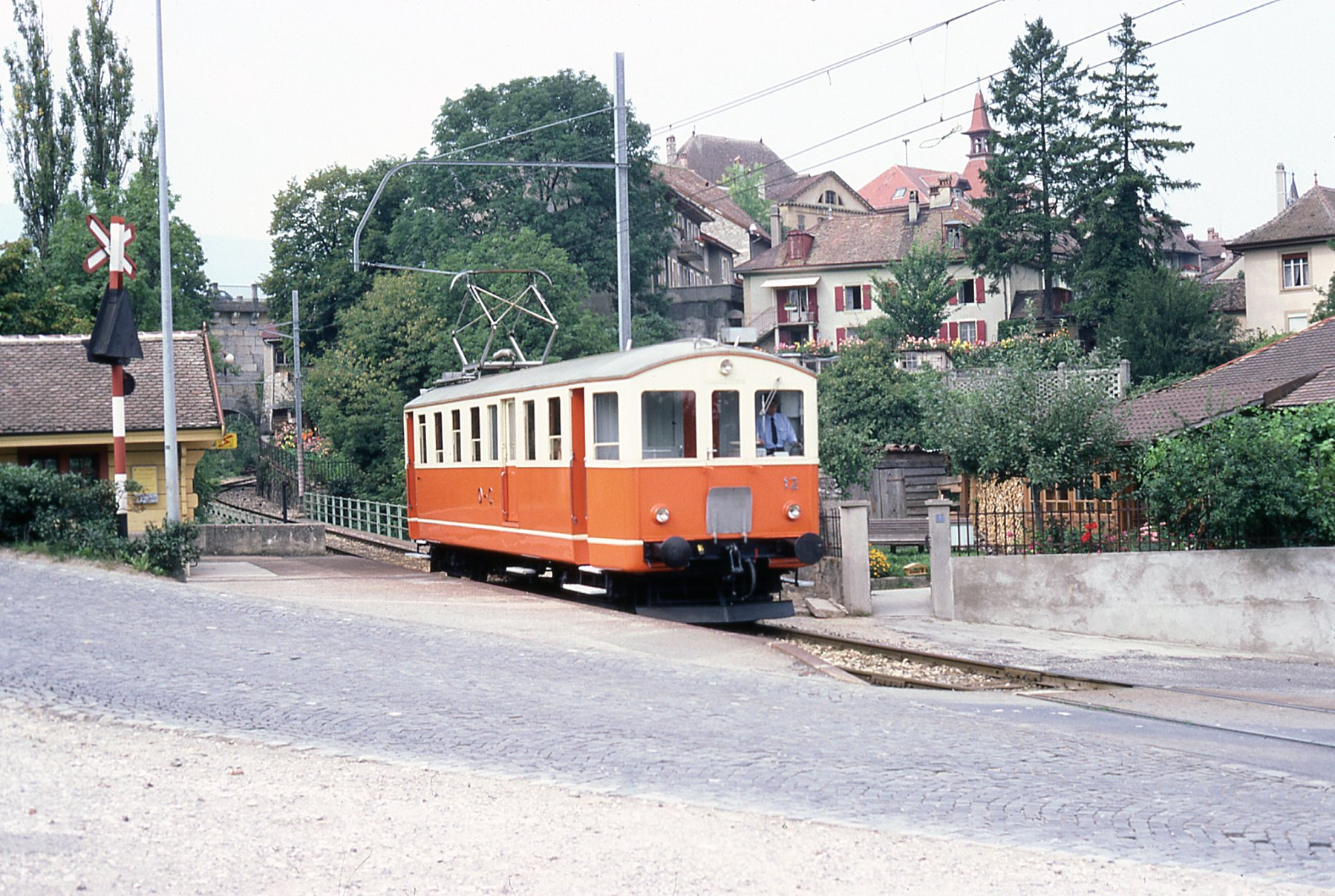
Bahnübergang in Orbe
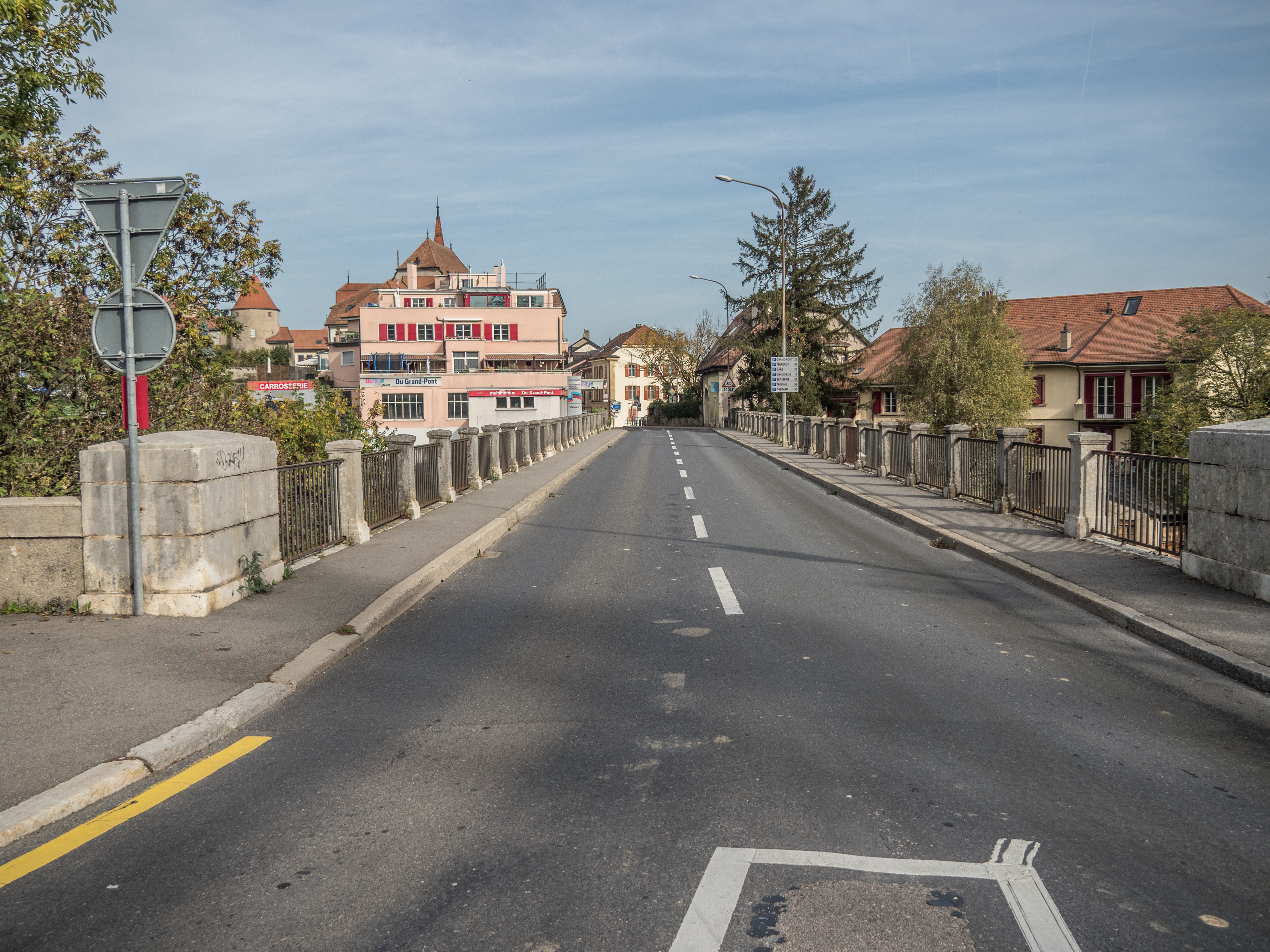
Brücke über die Orbe
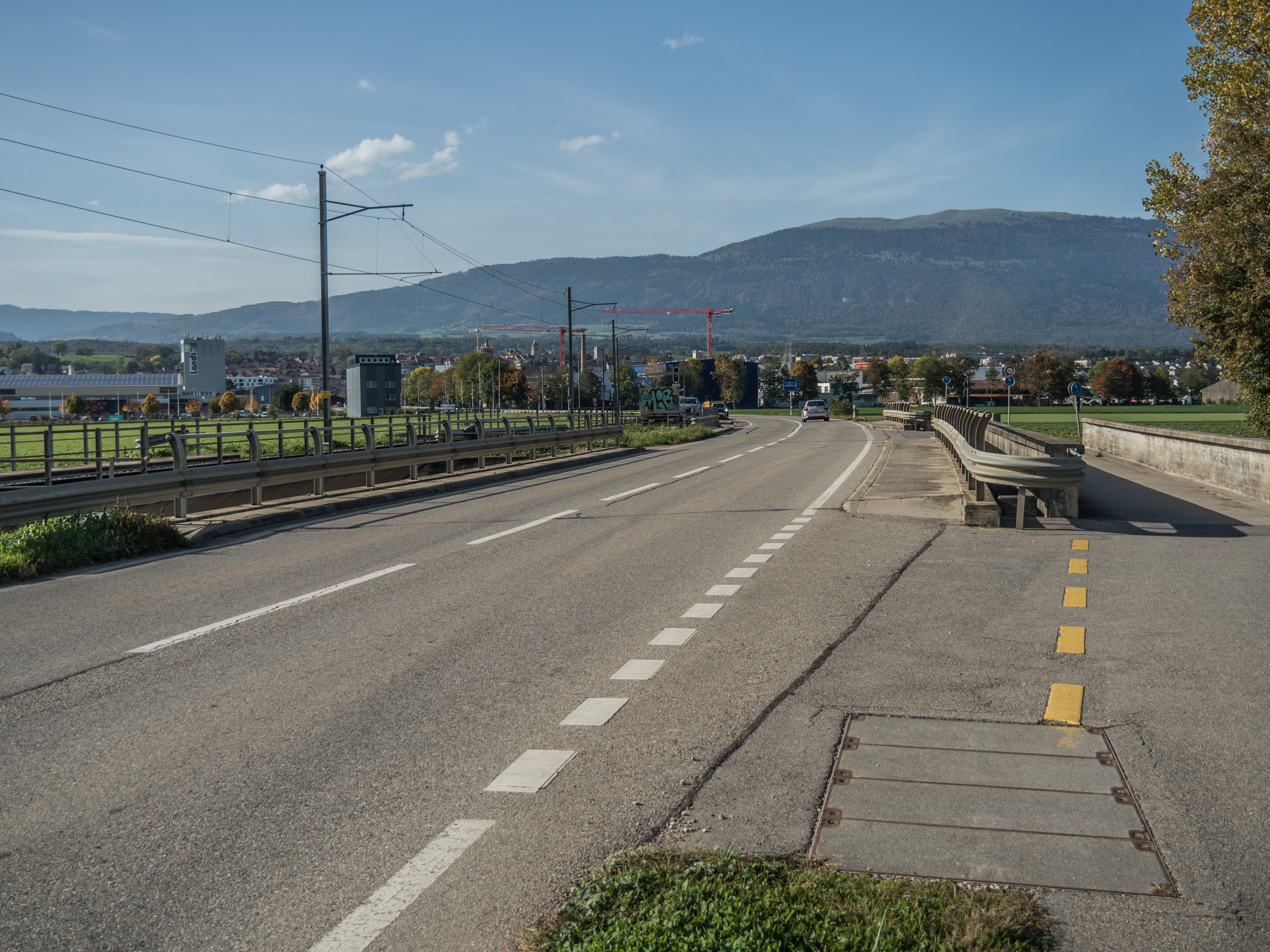
Brücke über den Talent
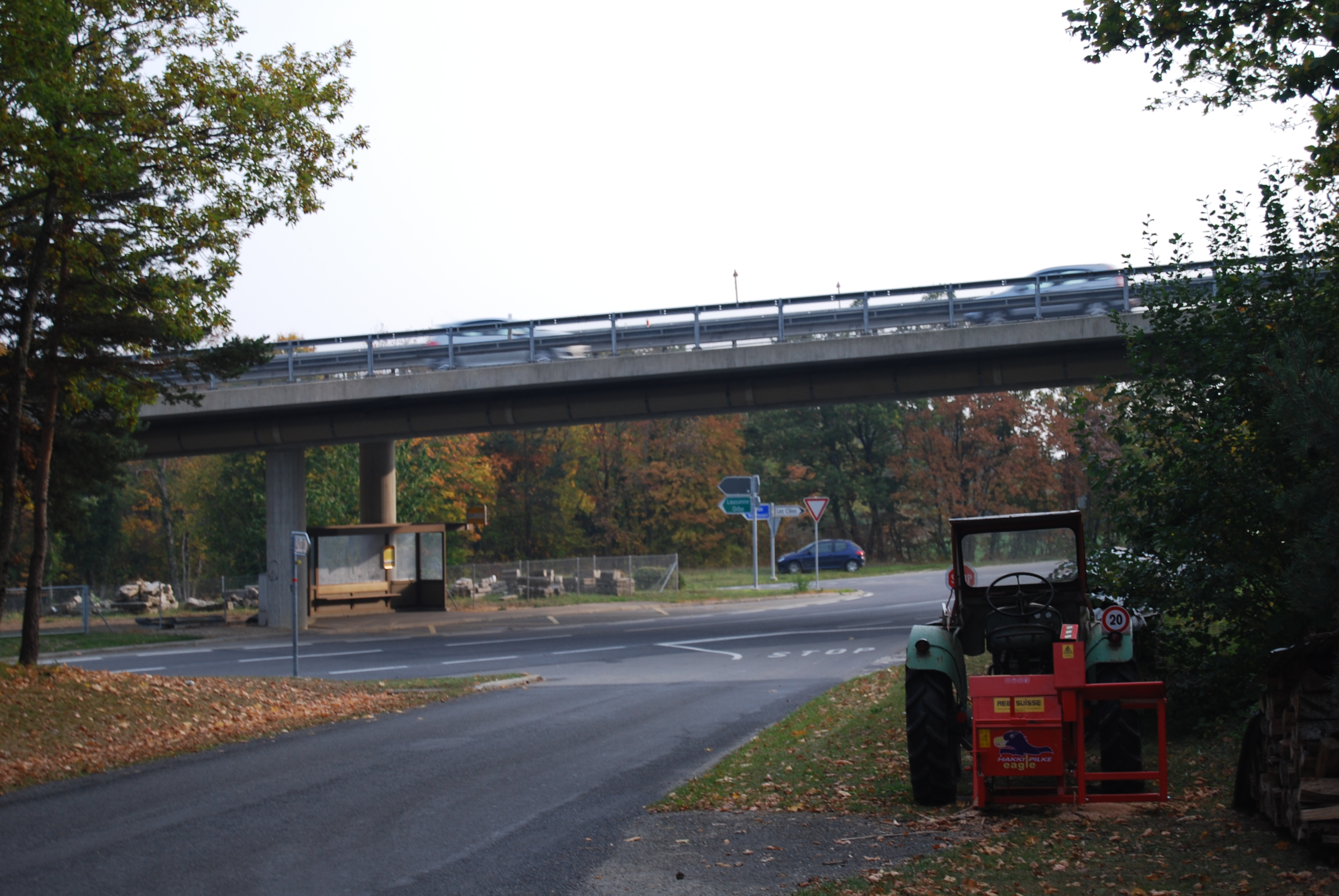
Autobahnbrücke bei La Russille
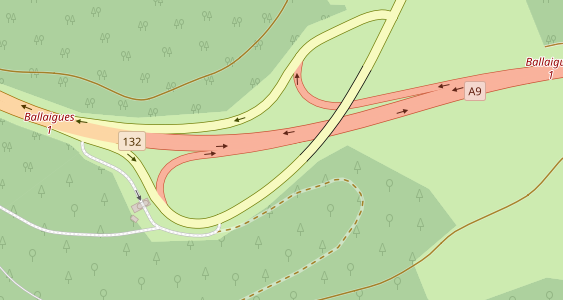
Autobahnkreuzung bei Ballaigues